# Santi Romano
Pour les articles homonymes, voir Romano.
 (septembre 2011).
Si vous disposez d'ouvrages ou d'articles de référence ou si vous connaissez des sites web de qualité traitant du thème abordé ici, merci de compléter l'article en donnant les références utiles à sa vérifiabilité et en les liant à la section « Notes et références ».
Santi Romano (Palerme, 31 janvier 1875 - Rome, 3 novembre 1947) fut un juriste et professeur de droit italien.

## Biographie
Diplômé de l'Université de Palerme, il fut pendant plusieurs années professeur de droit constitutionnel et de droit administratif à l'Université La Sapienza de Rome. Il a été aussi président du Conseil d'État de 1928 à 1944, nommé directement par Benito Mussolini. Après la chute du fascisme, il fut accusé d'avoir soutenu la dictature, mais sa mort en 1947 fit arrêter la procédure judiciaire à son encontre.

## Contribution scientifique
Avec le juriste français Maurice Hauriou, Santi Romano est considéré comme le père de l'institutionnalisme juridique. Son maître ouvrage, L'Ordinamento Giuridico (1918) (traduit en français sous le titre L'Ordre juridique par Pierre Gothot et Lucien François, réédition : Paris, Dalloz, 2002), est encore évoqué avec admiration par la communauté juridique italienne.

## Œuvres

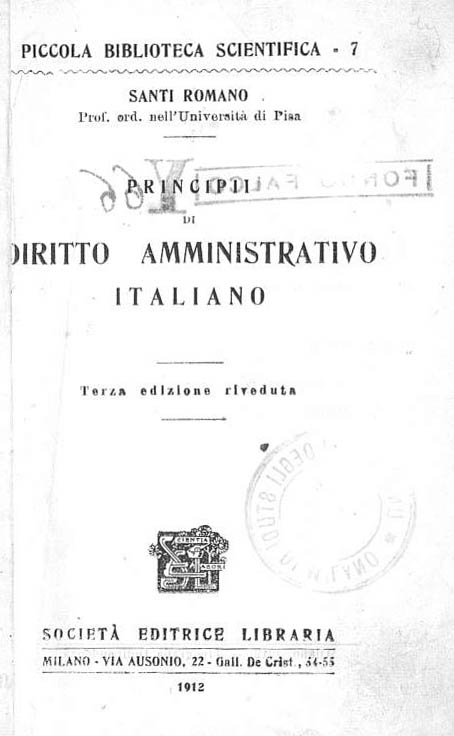
Principii di diritto amministrativo italiano, 1912

- Principi di diritto amministrativo italiano, 1901.
  - (it) Principii di diritto amministrativo italiano, Parme, Società Editrice Libraria, 1912, 3e éd. (lire en ligne)
- L'ordinamento giuridico, 1918: Quodlibet, Macerata 2018,  (ISBN 978-88-22-90264-1).
- Corso di diritto coloniale; 1918.
- Corso di diritto internazionale, 1926.
- Principi di diritto costituzionale generale, 1945.
- Frammenti di un dizionario giuridico, 1947.